# Zeta Aurigae
Zeta Aurigae (Saclateni, ζ Aur) – gwiazda w gwiazdozbiorze Woźnicy, znajdująca się w odległości około 786 lat świetlnych od Słońca.

## Nazwa
Gwiazda ta nosi tradycyjną nazwę Saclateni, która po raz pierwszy pojawiła się w tablicach alfonsyńskich; wcześniejsze wydanie wymienia ją pod nazwą Sadatoni. Nazwy te wywodzą się ze zniekształconego arabskiego wyrażenia ‏الساعد الثاني‎ as-sā'id aṯ-ṯānī oznaczającego „drugie ramię” (Woźnicy). Gwiazda ta wraz z pobliską eta Aurigae były przez starożytnych Rzymian określane wspólną łacińską nazwą Haedi, czyli „dzieci” (właściwie koźlęta, gdyż były uznawane za dzieci Kozy – najjaśniejszej gwiazdy w gwiazdozbiorze). Zeta Aurigae była dawniej oznaczana też Haedus I (w ruchu po niebie podąża przed etą). Międzynarodowa Unia Astronomiczna w 2017 roku formalnie zatwierdziła użycie nazwy Saclateni dla określenia tej gwiazdy.

## Charakterystyka
Jest to gwiazda podwójna. Jej składnikami są pomarańczowy jasny olbrzym lub nadolbrzym należący do typu widmowego K (ζ Aur A, Saclateni) oraz błękitna gwiazda ciągu głównego reprezentująca typ widmowy B (ζ Aur B). Układ emituje w zakresie widzialnym 1700 razy więcej światła niż Słońce, a po uwzględnieniu emisji w pozostałych zakresach aż 5800 razy więcej promieniowania. Olbrzym ma temperaturę 3950 K, 148 razy większy promień i 5,8 razy większą masę niż Słońce. Jego towarzysz jest znacznie gorętszy, ma temperaturę 15 300 K, promień 4,5 i masę 4,8 razy większą niż Słońce. Różnica mas i zaawansowania ewolucyjnego gwiazd pozwala stwierdzić, że układ istnieje od 80 milionów lat; obie gwiazdy zakończą życie jako białe karły o dużej masie.
Gwiazdy okrążają wspólny środek masy w okresie 972,183 dnia, czyli 2,66 roku. Płaszczyzna orbit składników jest odchylona o około 3 stopnie od kierunku obserwacji, co sprawia, że gwiazdy zaćmiewają się wzajemnie (jest to gwiazda zmienna typu Algola). Podczas zaćmienia składnika B obserwowana wielkość gwiazdowa układu spada o 0,15m, co jest dostrzegalne wyćwiczonym gołym okiem.